# وقار مصطفی‌یف
وقار مصطفی‌یف (ترکی آذربایجانی: Vüqar Mustafayev؛ زادهٔ ۵ اوت ۱۹۹۴) بازیکن فوتبال اهل جمهوری آذربایجان است.
از باشگاه‌هایی که در آن بازی کرده‌است می‌توان به باشگاه فوتبال باکو اشاره کرد.
وی همچنین در تیم‌های ملی فوتبال زیر ۲۱ سال جمهوری آذربایجان، زیر ۲۳ سال جمهوری آذربایجان، و جمهوری آذربایجان بازی کرده‌است.